# Gabrielle Borthwick
Gabrielle Borthwick (30 de junio de 1866 – 10 de octubre de 1952) fue una británica automovilista y mecánica pionera. Una de las primeras automovilistas adineradas, instaló un garaje y una escuela para enseñar a hombres y mujeres a conducir automóviles. Fue presidenta del comité ejecutivo de la Asociación de Deportes y Automóviles de Mujeres, asociada al Royal Automobile Club.  

## Primeros años
Honorable Gabrielle Margaret Ariana Borthwick nació el 30 de junio de 1866, como la hija mayor de Alice Day y el decimonoveno Lord Borthwick, Cunninghame Borthwick. Cuando era joven, fue presentada en la corte pero nunca se casó. 

## Orden Hermética de la Aurora Dorada
Borthwick fue iniciada  como miembro de la Orden Hermética de la Golden Dawn en julio de 1891.  

## Actividad
En 1914, Borthwick participó en el establecimiento de sindicatos femeninos, incluida la Sociedad de Mujeres Conductoras a Motor, una idea que había surgido del movimiento sufragista. En 1915, colocó un anuncio de su The Ladies' Automobile Workshops en el periódico de la Church League for Women's Suffrage prometiendo “Damas entrenadas por damas. Se impartirán todas las ramas del automovilismo" en su garaje de Mayfair. 
Durante la Primera Guerra Mundial, Borthwick brindó capacitación a hombres que necesitaban saber conducir y mantener automóviles, así como a mujeres que se convirtieron en conductoras para servir en diversos roles, como conductoras de ambulancias en Francia y Serbia. Esto fue descrito más tarde como “un trabajo espléndido durante la guerra al enseñar a cientos de chicas la mecánica y la conducción de automóviles”.  Su garaje, Borthwick's Ladies' Automobile Workshops en Brick Street en Piccadilly, Londres, fue agente del RAC (Royal Automobile Club) hasta la década de 1920.          A principios de esa década, el garaje contaba con un restaurante y un club residencial para chóferes.
Fue elegida miembro del primer Consejo de la Sociedad de Mujeres Ingenieras en 1920 y contribuyó con artículos a su revista, The Woman Engineer. 
Borthwick también fue directora de The Stainless Steel and Non-Corrosive Metals Company Limited, fundada en Birmingham en 1922 por Cleone Benest, que en ese momento usaba el nombre de C. Griff. Otros directores de la empresa fueron Gertrude Crawford y C. Davis, ex director de fundición. La empresa recibió una amplia cobertura de prensa por estar dirigida y empleada por mujeres. Utilizando el método de coloración de Benest, la empresa fabricó reflectores para lámparas, adornos, accesorios ferroviarios y otros artículos, antes de cerrar en 1925. 

## Últimos años
Gabrielle Borthwick murió el 10 de octubre de 1952 en Broadbridge Heath, Sussex. 